# Dörren
Dörren är en TV-serie av och med Per Dunsö och Ola Ström där de bar omkring på en dörr. När de ställde ner den och öppnade den kunde de kliva in i olika världar, på ett tivoli, i underjorden eller på en ö. Programmet sändes i fem halvtimmesavsnitt i SVT2 mellan 23 oktober och 20 november 1982.
Många av de elever från Adolf Fredriks musikskola som senare skulle dyka upp i flera Per Dunsö och Ola Ström-produktioner debuterade i Dörren, bland annat Kersti Bergman, André Gjörling, Anders Ortfelt, Magdalena Silfversparre och Anna Grönberg.
Maskör i produktionen var Susanna Erdös, och det var hon som kom att utgöra inspirationen när det gällde hur Ulla-Bella, Per Dunsös och Ola Ströms mest folkkära figur, skulle tala. Både Susanna och Ulla-Bella kommer från Ungern.

### Fotnoter
1. ↑  http://smdb.kb.se/catalog/id/001717225
2. 1 2  http://solstollarna.se/tvserier_dorren.htm